# Rafael Loret de Mola
Rafael Loret de Mola Vadillo (Tampico, Tamaulipas; 25 de octubre de 1952) es un abogado, periodista, escritor, locutor y comentarista de radio mexicano. Ha participado en la política mexicana y se ha especializado en el análisis de la misma mediante la publicación de artículos y libros.

## Estudios
Es hijo del político mexicano Carlos Loret de Mola Mediz quien fue diputado, senador y gobernador de Yucatán, y padre del periodista  Carlos Loret de Mola Álvarez. Vivió en la ciudad de Chihuahua y poco después se trasladó a la Ciudad de México en donde cursó sus primeros estudios en el Instituto México y en el Centro Universitario México, ambos colegios pertenecientes a la Congregación de los Hermanos Maristas. Realizó estudios en Ciencias Políticas en la Universidad Iberoamericana y obtuvo el título de abogado en la Universidad Nacional Autónoma de México. Es doctor honoris causa por la Universidad del Norte de Tamaulipas.

## Vida política
En 1976 fue nombrado secretario de gobierno del Ayuntamiento de Mérida encabezado por Federico Granja Ricalde, cargo que ejerció hasta 1977. Ese año fue nombrado gerente de la sucursal de la Lotería Nacional para la Asistencia Pública en la misma ciudad, y desempeñó el puesto hasta 1981.
En las elecciones estatales de 1991, fue candidato a la Presidencia Municipal de Mérida, Yucatán. Rafael Loret de Mola se destacó por criticar la política del Partido Revolucionario Institucional (PRI); por tal motivo, salió del país por un periodo aproximado de cuatro meses durante el régimen presidencial de Carlos Salinas de Gortari, a quien también criticó, como lo ha hecho con otras destacadas figuras del sistema político mexicano.

## Locutor y periodista
Aficionado a la tauromaquia, condujo programas televisivos de corte taurino en la televisión de Yucatán, A los toros y en 1973, Fiesta Brava para el canal 13 en red nacional. Años más tarde, en 1999 y 2000 colaboró para la publicación española Seis Toros Seis.
Comenzó a participar en programas de contenido político: Rumbo, En primer plano y Análisis. En 1981 fue nombrado director fundador del Diario de Irapuato, colaborando también para otros periódicos de Guanajuato y León, así como para el El Norte de Chihuahua. Durante este periodo en Irapuato comenzó su enfrentamiento con las autoridades gubernamentales principalmente del Partido Revolucionario Institucional (PRI), y cuestionó al entonces gobernador de Guanajuato, Enrique Velasco Ibarra, quien debió renunciar a la Gubernatura en 1985.[cita requerida] En 1986 fue jefe de redacción del semanario Impacto.
Desde 1986, ha sido comentarista de radio, en Monitor de Radio Red, y de Mesas Políticas de la misma emisora. En 1991 condujo Seis en Punto y Hechos y Respuestas para Radio Fórmula. 
Como articulista ha colaborado para los periódicos Esto, Unomásuno, Excélsior, La Jornada, El Universal, El Heraldo de México, El Diario Monitor, Basta! entre otros, así como para los semanarios Siempre, Quehacer Político, Relativo, Por Esto!, Acierto, Huellas, Viva e Imagen.

## Premios y distinciones
- PREMIO NACIONAL DE PERIODISMO (2015)
- Galardón Quality Gold Elite 2015.
- Presea de la libertad O.C.E.A.C. Xalapa, Veracruz.
- El Chimalli de Oro, por la Asociación Mexicana de Editores de Periódicos en 2004.
- El Azteca de Oro, por la Asociación Mexicana de Periodistas de Radio y Televisión.
- Ocho Columnas de Oro, otorgado en Guadalajara
- Premio Quetzal.
- Medalla Libertad de Expresión, otorgada en Veracruz.
- Premio Jesús Romero Flores, otorgado en Guanajuato.
- Primer Galardón El Delfín por la Universidad del Carmen, Campeche
- Premio a la Excelencia Profesional 2015
- Premio Nacional otorgado por los Servidores de Limpia del D.F.
- Galardón Especial de Honor al Imponer sus Huellas en la Plaza de las Estrellas.
- Pergamino de Oro por la Asociación Nacional de Locutores.
- Pergamino de Oro al Mérito Profesional por la CONAPE, Prensa América y Concaam
- Medalla Libertad de Prensa otorgada por el Club de Periodistas de México
- Premio Internacional Librotón 2015, por la Biblioteca más Grande del Mundo.
- Premio UNIPED por la Fundación Internacional de Periodistas y Editores (COLOMBIA).
- Premio de Prensamérica de CHILE por su trayectoria humanista.
- Premio Elite por la Global Qualite Foundation.
- Premio "Ray Tico" entregado por la comunidad costarricense.
- Trofeo "La Diosa de Oro" por el Grupo Yohualli de Puebla.
- Galardón "El Micrófono de Oro" entregado por la Asociación Nacional de Locutores
- Reconocimiento como Defensor de la Libertad de Expresión por el Club de Periodistas (2016)
- Galardón Internacional por la Agencia de Prensa Mundial (2020)
- Llaves de la Ciudad de Tampico, al ser Designado Hijo Predilecto del Puerto
- Galardón "Forjadores de México" entregado por el Grupo Guanajuato
- Galardón Movimiento Neuroevolución. (Puebla, 2018)
- El Salterio de Honor (Tlaxcala, 2018)
- Reconocimiento "Líder Nacional del Cambio 2018", entregado por el Claustro Doctoral Honoris Causa

## Publicaciones
Durante la década de 1990 fue cuando realizó su mayor producción editorial la cual alcanzó altos niveles de ventas en México. En sus libros, hace acusaciones principalmente contra Carlos Salinas de Gortari, Manuel Bartlett Díaz y Víctor Cervera Pacheco, entre otros. 
Inicialmente fue partidario del cambio gubernamental encabezado por Vicente Fox en 2000, sin embargo a lo largo de su gobierno se convirtió en uno de sus principales críticos. Sus libros, muchos de los cuales han sido best-sellers, proporcionan información de índole confidencial sobre numerosos actores políticos de México, la cual nunca ha sido desmentida públicamente. En tres ocasiones algunos actores políticos incomodados por las denuncias por él emitidas, han amenazado con denunciarlo, pero se han retractado reconociendo no contar con elementos para proceder en su contra.
- Problemática del municipio sin recursos 1976
- Mano a mano 1976
- Dos colosos 1978
- La maraña 1978
- Denuncia 1986
- Radiografía de un presidente 1987
- Las entrañas del poder: secretos de campaña 1991
- Presidente interino 1993
- Secretos de estado 1994
- Sangre política 1994
- Denuncia, presidente sin palabra 1994
- Alcobas de palacio 1995
- Manos sucias 1996
- Duelo con el poder 1996
- Galería del poder 1996
- La agonía del presidente 1997
- Intereses oscuros 1997
- El gran simulador 1998
- Los escándalos 1999
- La tempestad que viene 2000
- Los cómplices 2001
- Confidencias peligrosas 2002
- Marta 2003
- Destapes 2004
- Ciudad Juárez 2005
- Escenarios 2006
- Confesiones y penitencias 2007
- Las tumbas y yo 2008
- "Si los toros no dieran cornadas" 2009
- "2012: La Sucesión" 2010
- "Nuestro Inframundo" (2011)
- "Sin Redención" (2012)
- "Despeñadero" (2013)
- "El Alma También Enferma" (2014)
- "Empeñados" (2015)
- "Hijos de..." (2016)
- "Peñasco" (2018)
- "El Gato Pardo de Andrés" (2020)

## Controversia al respecto de la muerte de su padre
En 1986 ocurrió la muerte, en circunstancias hasta ahora no aclaradas completamente, de su padre, Carlos Loret de Mola Mediz. La versión oficial dada por el entonces secretario de Gobernación, Manuel Bartlett Díaz, fue que el exgobernador yucateco murió a consecuencia de un accidente automovilístico en el Estado de Guerrero. Sin embargo, Rafael siempre ha sostenido que la muerte de su padre fue producto de un asesinato como venganza a su postura crítica.